# Dominikansko-francuski sporazum o pomorskom razgraničenju
Sporazum o pomorskom razgraničenju između Dominike i Francuske je ugovor iz 1987. između Dominike i Francuske koji razgraničava pomorsku granicu između Dominike i francuskih otoka Gvadalupa i Martinik. Bio je to prvi ugovor o pomorskoj granici u Srednjoj Americi i Karibima koji se temeljio na pravilima Konvencije o pravu mora.
Ugovor je potpisan u Parizu 7. rujna 1987. godine. Tekst ugovora postavlja dvije granice. Prva granica odvaja Dominiku od Gvadalupe na njezinom sjeveru. Granica je duga 552 km dugačka i pojednostavljena je ekvidistantna linija koja prolazi kroz prolaz Dominika otprilike u smjeru istok-zapad. Sastoji se od sedam pravocrtnih pomorskih segmenata definiranih s osam pojedinačnih koordinatnih točaka.
Južnija granica odvaja Dominiku od Martinika na jugu. Granica je duga 544 km i pojednostavljena je ekvidistantna linija koja prolazi kroz prolaz Martinique otprilike u smjeru istok-zapad i otprilike paralelna s prvom granicom. Sastoji se od pet ravnih segmenata definiranih sa šest pojedinačnih koordinatnih točaka.
Ugovor je stupio na snagu 23. prosinca 1988. nakon što su ga ratificirale obje države. Puni naziv ugovora je Sporazum o pomorskom razgraničenju između Vlade Francuske Republike i Vlade Dominike . Ugovor su potpisali francuski premijer Jacques Chirac i premijer Dominike Eugenia Charles.